# Partidul Comunist al Braziliei
Partidul Comunist al Braziliei (Partido Comunista do Brasil) este un partid comunistdin Brazilia.
Partidul a fost fondat în anul 1962.
Președinte partidului este José Renato Rabelo.
Partidul pubică Vermelho.
Organizația de tineret a partidului se numește União da Juventude Socialista.
La alegerile parlamentare din anul 2002, partidul a obținut 1 967 833 de voturi (2.2 %, 12 locuri).